# Hieracium dobromilense
Hieracium dobromilense là một loài thực vật có hoa trong họ Cúc. Loài này được Rehmann mô tả khoa học đầu tiên.